# Rondeshagen
Rondeshagen est une commune allemande du Schleswig-Holstein, située dans l'arrondissement du duché de Lauenbourg (Kreis Herzogtum Lauenburg), à 13 kilomètres au sud de la ville de Lübeck. Rondeshagen est l'une des onze communes de l'Amt Berkenthin dont le siège est à Berkenthin.

## Personnalités liées à la ville
- Friedrich Sthamer (1856-1931), homme politique né à Groß Weeden.